# Bauerus dubiaquercus
Bauerus dubiaquercus é uma espécie de morcego da família Vespertilionidae. Pode ser encontrada na Nicarágua, Honduras, Guatemala, Belize e México.